# Чилдир (еялет)
41°07′44″ пн. ш. 43°07′58″ сх. д. / 41.128888888889° пн. ш. 43.132777777778° сх. д.
Еялет Чилдир або Пашалик Чилдир (осман. ایالت ایالت چلدر) — адміністративно-територіальна одиниця Османської імперії. Існував у 1578—1845 роках. Утворився в результаті захоплення османськими військами південногрузинських земель (на теперішніх землях Грузії та Туреччини).

## Історія
З початку XVI ст. державні утворення регіону Месхеті та південної Грузії — князівства Гурія та Самцхе-Саатабаго перебували у залежності у Сефевідської Персії. З кінця 1510-х років почалося прсоування на Кавказ османських військ, що призвело до початку низки турецько-перських війн. У 1545 році османські війська у битві при Сохоїсте завдали важкої поразки персам, що дозволило їм просунутися до Гурії, Самцхе та Імеретії. тут вони наштовхнулися на опір грузинських держав. Останні зрештою виступили на боці Персії.
У 1578 році у битві при Чилдирі Османи завдали поразки Сефевідам та царству Картлі. В результаті Месхеті та Самцхе опинилися під владою Османської імперії. Водночас завдано потужного удару Гурійському князівству. Наслідком цього було втрата останнім значних земель на користь султана та втрата самостійного статусу. 1578 року було створено бейлербейство Чилдир (у 1590 році перетворено на еялет), проте офіційно напевне це відбулося 1 липня 1579 року. Його першим очільником став Манучар II з роду Джакелі, правителі князівства Самцхе-Саатабаго.
Згодом Чилдирський еялет виконував завдання форпосту імперії на Кавказі. Звідси здійснювалися походи проти грузинських держав. Водночас фортеці провінції слугували захистом від вторгнення перських військ з району Картлі чи Кахетії.
1595 року еялет перейменовано на Гюрджистанський (Грузинський) вілаєт. Але з 1603 року за підтримки персів роду Джакелі відновив князівства Самцхе-Саатабаго. Лише 1625 року турки відновили тут свою владу. 
З 1625 році Гюрджистанський вілайєт було перейменовано на Чилдирський еялет. Посаду паші з деякими перервами обіймали представники роду Джакелі, що перейшли в іслам та ісламізували колишнє князівство Самцхе-Саатабаго. У 1628 році столицю еялету було перенесено до міста Ахиска (сучасне Ахалціхе). Тому часто його йменують Ахалцикський пашалик. У 1635 році під час османо-сефевідської війни еялет захопили перські війська. Проте відповідно за Зухабською угодою 1639 року повернуто Османській імперії, де відновлено межі провінції.
Протягом XVIII ст. посада санджак-бея часто передавалася у спадок, її успадковували сім'ї Палавандішвілі, Еріставі, Хімшіашвілі, Вачнадзе, які прагнули виокремитися та здобути незалежність, під час чого декілька разів завдавали поразок Чилдирському паші.
З появою на Кавказі володінь Російської імперії паші Чилдира часто очолювали кампанії на кавказькому театрі війни. Втім поразки турецьких військ у 1760-1770-х роках послабили вплив османів на Кавказі. За умовами Кючук-Кайнарджійського мирного договору 1774 року Чилдирському паші заборонялося здійснювати походи проти Імеретії та порушувати права християн в еялеті.
Під час російсько-турецької війни 1828—1829 років майже весь еялет захопили російські війська. За умовами Адріанопольського мирного договору північна частина Чилдирського еялету відійшла до Російської імперії. Після цього прибережна частина еялету увійшла до складу Трабзонського пашалик, а столицю перенесено до міста Олту.
У 1845 Чилдирський еялет було приєднано до еялету Карс.

## Структура
До 1828 року складався з 8 санджаків:Ардахан, Олту, Ардануч, Хартуш, Хаджрек, Махджил, Постху, Іжарек Пенбек. У 1595 році У Джавахеті входило 2 санджаки – Хертвіський та Ахалкалацький. Хертвіський санджак складався з 3 нахіє: Хертвіську, Лісову Джавахеті та Бузмаретську; Ахалкалакський - Акшехірська,
Тмогівська, Ніаліскурська нахіє. За цим реєстром 1595 року було 711 сіл.
Останні роки існування складався з 4 санджаків: Юсуфелі, Артвін, Шавшат, Нусуф-Аван.
Дохід від хаси бейлербея (згодом паші) становив 925 тис. акче. Доходи санджакбеїв коливалися від 200 до 600 тис. акче. Впроваджено тімарну систему, завдяки чого створено 559 тімарів та 97 зеаметів. Еялет міг виставити 1380 спагіїв-кіннотників.

## Населення
Основу становили грузини, у невеликій кількості вірмени. В результаті процесу асиміляції та ісламізації утворився народ турки-месхетінці до кінця XVIII ст.